# لاستیک طبیعی

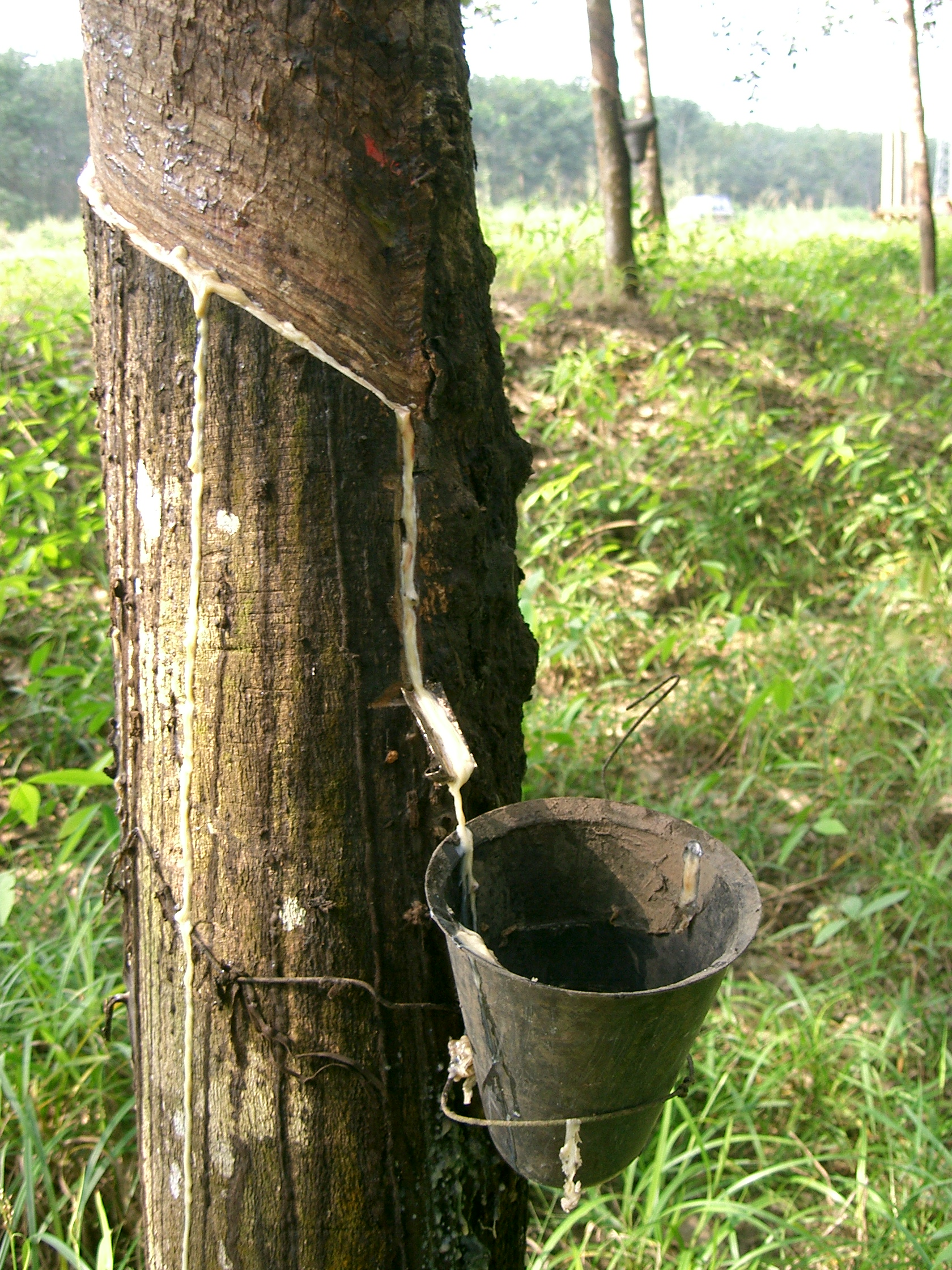
جمع‌آوری لاتکس از خراش ایجاد شده بر روی یک درخت لاستیک، در کشور کامرون

لاستیک طبیعی (انگلیسی: Natural rubber) که لاستیک هندی (انگلیسی: India rubber) یا کائوچو (انگلیسی: caoutchouc) نیز نامیده می‌شود، قدیمی‌ترین الاستومر تجاری است که از لاتکس ساخته می‌شود. لاتکس ترشحات داخلی یک درخت گرمسیری به نام درخت لاستیک است. لاتکس در شکل خام خود، نوعی چسب بسیار خوب است و می‌توان با انحلال آن در حلال‌های مناسب، چسب‌های مختلفی تولید کرد. 
لاتکس در ابتدای تولید، از پلیمرهایی از ترکیب آلی ایزوپرین با ناخالصی‌های جزئی از سایر ترکیبات آلی، به علاوه آب تشکل شده‌است. تایلند، مالزی و اندونزی کشورهای پیشرو در تولید لاستیک هستند. انواع پلی ایزوپرین که به عنوان لاستیک‌های طبیعی استفاده می‌شوند، در دسته الاستومرها طبقه‌بندی می‌شوند.
لاستیک طبیعی یک کالای کشاورزی حیاتی است که برای تولید در طیف وسیعی از صنایع مانند خودروسازی، تولید و صنایع پزشکی استفاده می‌شود.
لاستیک طبیعی به دلیل استحکام کششی بالا و خاصیت میرایی لرزش و همچنین مقاومت در برابر پارگی نسبت به لاستیک مصنوعی ارجحیت دارد. این امر آن را برای صنایع ساختمانی و خودروسازی مهم می‌کند. پیش‌بینی می‌شود رشد بازار خودرو در سراسر کشورها باعث افزایش تقاضا برای تولید لاستیک طبیعی شود. چین بزرگترین واردکننده و مصرف‌کننده لاستیک طبیعی در جهان است که سالانه حدود ۴۰٪ از کل تولید جهانی را مصرف می‌کند. بزرگترین مصرف‌کننده نهایی لاستیک، صنعت قطعات خودرو است که هر ساله از مقدار زیادی لاستیک برای ساخت لوله، واشر، لاستیک خودرو، شیلنگ و سایر قطعات استفاده می‌کند. لاستیک طبیعی به دلیل خواصی مانند دوام، مقاومت در برابر لغزش، مقاومت در برابر کشش و غیره در تولید کفش به‌طور فراوانی استفاده می‌شود. انتظار می‌رود بازار جهانی لاستیک طبیعی تا سال ۲۰۲۷ به ۳۳٫۸۷ میلیارد دلار برسد.

## تاریخچه
اولین استفاده از لاستیک توسط فرهنگ‌های بومی آمریکای میانه انجام شد. آنها از این لاستیک برای ساخت توپ بازی استفاده می‌کردند. بعدها لاستیک توسط فرهنگ‌های مایا و آزتک مورد استفاده قرار گرفت. آزتک‌ها علاوه بر ساخت توپ، از لاستیک برای اهداف دیگری مانند ساخت ظروف و ضدآب ساختن منسوجات از طریق اشباع آنها با شیره لاتکس استفاده می‌کردند.
تصور بر این است که چارلز مری د لا کانداماین در سال ۱۷۳۶ برای اولین بار نمونه‌هایی از لاستیک را به فرهنگستان علوم فرانسه معرفی کرد. در سال ۱۷۵۱، او مقاله ای را از طریق فرانسوا فرسنو به آکادمی ارائه داد (که در سال ۱۷۵۵ منتشر شد) که بسیاری از خواص لاستیک را توصیف می‌کرد. از این مقاله به عنوان اولین مقاله علمی در مورد لاستیک یاد شده‌است. در انگلستان، جوزف پریستلی، در سال ۱۷۷۰، مشاهده کرد که با مالیدن یک تکه از این ماده بر روی نقوش ایجاد شده توسط مداد می‌توان آن را پاک کرد و به همین دلیل نام "Rubber"به معنای "مالش دهنده" را برای آن پیشنهاد داد. این ماده به آرامی در انگلیس راه خود را باز کرد. در سال ۱۷۶۴، فرانسوا فرسنو کشف کرد که تربانتین، حلالی برای لاستیک است. جیووانی فابرونی با کشف نفتا به عنوان یک حلال برای لاستیک در سال ۱۷۷۹ شناخته می‌شود. چارلز گودیر در سال ۱۸۳۹ مجدداً ولکانیزه کردن لاستیک را کشف کرد، چراکه مِسو امریکن‌ها از اوایل سال ۱۶۰۰ قبل از میلاد، از لاستیک تثبیت شده برای ساخت توپ و سایر اشیا استفاده می‌کردند.
آمریکای جنوبی منبع اصلی لاتکس مورد استفاده در بیشتر قرن نوزدهم بود. تجارت لاستیک به شدت تحت کنترل منافع تجاری بود اما هیچ قانونی صراحتاً صادرات بذر یا گیاه را ممنوع نکرده بود. در سال ۱۸۷۶، هنری ویکهام ۷۰ هزار بذر درخت لاستیک آمازونی را از برزیل قاچاق کرد و به باغ‌های کیو انگلیس تحویل داد. فقط ۲۴۰۰ عدد از آنها جوانه زدند. نهال‌ها سپس به هند، سیلان انگلیس (سریلانکا)، هند شرقی هلند (اندونزی)، سنگاپور و مالایای انگلیس فرستاده شدند. بعدها قرار بود مالایا (مالزی شبه‌جزیره‌ای) به بزرگترین تولیدکننده لاستیک تبدیل شود.
در اوایل دهه ۱۹۰۰، دولت آزاد کنگو در آفریقا نیز منبع قابل توجهی از لاتکس لاستیک طبیعی بود که بیشتر توسط کارگران اجباری جمع‌آوری می‌شد. دولت استعماری پادشاه لئوپولد دوم برای دریافت اجباری سهمیه تولید خود از روش‌های وحشیانه ای استفاده می‌کرد. روش‌های اجبار دریافت سهمیه لاستیک، شامل قطع دست قربانیان برای اثبات کشته شدن آنها بود. سربازان اغلب پس از حملات با سبدهایی پر از دست‌های قطع شده برمی‌گشتند. روستاهایی که مقاومت می‌کردند برای جلوگیری از تشویق دیگران، با خاک یکسان شدند. برای اطلاعات بیشتر در مورد تجارت لاستیک در ایالت آزاد کنگو در اواخر دهه ۱۸۰۰ و اوایل دهه ۱۹۰۰ به جنایات در دولت آزاد کنگو مراجعه کنید.
در هند، کشت تجاری درخت لاستیک توسط کشاورزان انگلیسی آغاز شد، هرچند تلاش‌های آزمایشی برای پرورش لاستیک در مقیاس تجاری از اوایل سال ۱۸۷۳ در باغ‌های گیاهان کلکته آغاز شده بود. اولین مزارع تجاری Hevea در Thattekadu در کرالا در سال ۱۹۰۲ تأسیس شد. در سال‌های بعد این مزارع به کارناتاکا، تامیل نادو و جزایر آندامان و نیکوبار هند گسترش یافت. هند امروز سومین تولیدکننده بزرگ و چهارمین مصرف‌کننده بزرگ جهان است.
در سنگاپور و مالایا، تولیدات تجاری به شدت توسط سر هنری نیکلاس ریدلی، که به عنوان اولین مدیر علمی باغ‌های گیاه‌شناسی سنگاپور از سال ۱۸۸۸ تا ۱۹۱۱ خدمت می‌کرد، به شدت ترویج شد. او بذرهای زیادی را بین کشاورزان مختلف توزیع کرد و اولین روش شیره‌گیری از درخت را بدون وارد کردن آسیب جدی به آن ابداع کرد. از وی به دلیل تبلیغات پرشور این محصول، با نام مستعار "Mad Ridley" (به معنای "رایدلی مجنون") یاد می‌شود.

## خواص

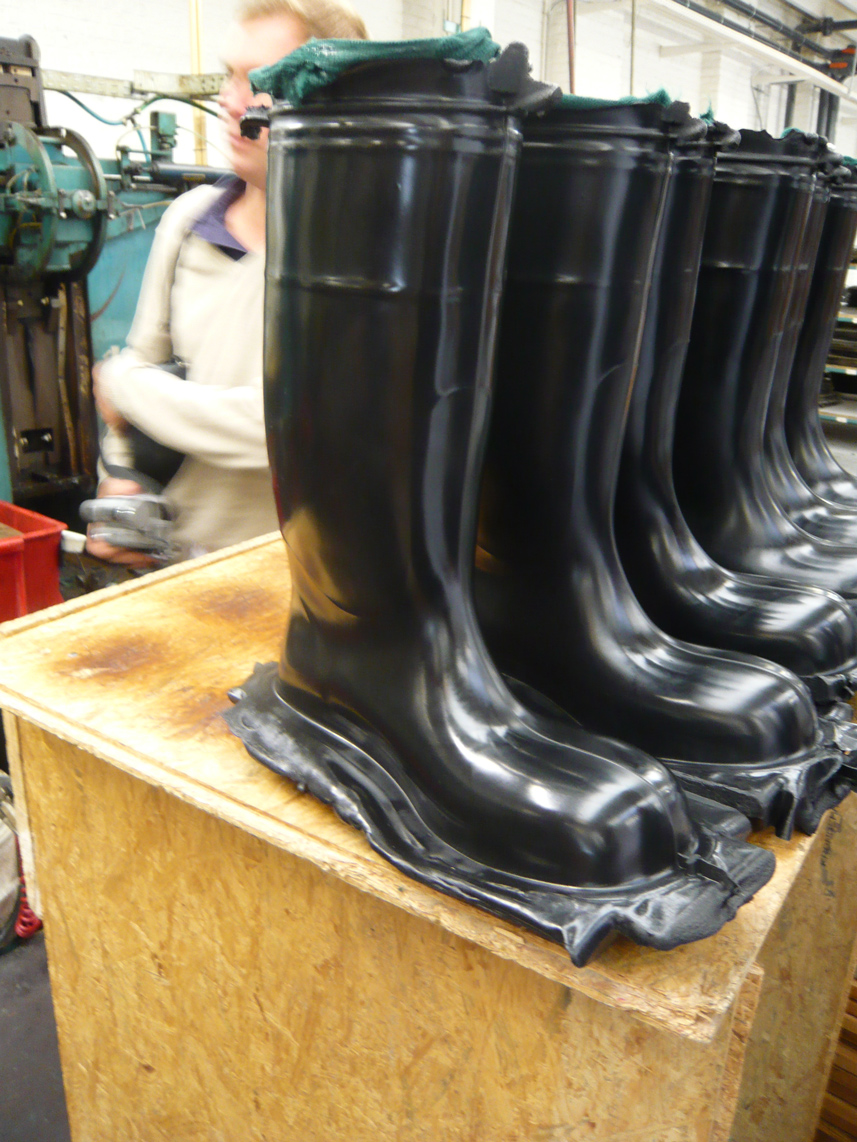
چکمه‌های لاستیکی قبل از برش اضافات.

استفاده از لاستیک طبیعی به عنوان یک ماده مهندسی به سال ۱۸۳۹ میلادی بازمی‌گردد. در این سال چارلز گودیر کشف کرد که با افزودن حدود ۳۰٪ گوگرد و سپس گرم کردن تا یک دمای مناسب، می‌توان آن را ولکانیزه کرد (اتصال-عرضی داد). ایجاد اتصال-عرضی (cross-linking) حرکت زنجیره‌های مولکولی را محدود کرده و باعث سفت شدن ماده می‌شود. تحقیقات بیشتر نشان داد که با افزودن مواد مختلف (مانند کربن سیاه)، که به عنوان مواد سفت کننده، تقویت کننده و آنتی‌اکسیدان عمل می‌کنند، می‌توان این خصوصیات را بهبود بخشید. امروزه شتاب‌دهنده‌هایی پیدا شده‌اند که روند ولکانش را تسریع می‌کنند. این موارد باعث کاهش میزان گوگرد شده‌است، به گونه ای که اکنون بیشتر ترکیبات لاستیکی حاوی کمتر از ۳٪ گوگرد هستند. همچنین از نرم‌کننده‌ها می‌توان برای آسان‌تر کردن فراوری و از فیلرها می‌توان برای پر کردن توده مواد استفاده کرد.
امروزه می‌توان لاستیک (پلی ایزوپرین) را ترکیب کرد و ویژگی‌های متنوعی از نرم و آدامسی تا بسیار سخت تولید کرد. اگر نیاز به استحکام بیشتر باشد، می‌توان پارچه‌ها را با لاستیک پوشش داد. الیاف بار را تحمل می‌کنند در حالی که لاستیک به عنوان یک ماده زمینه برای اتصال این الیاف به هم و جدا نگه داشتن آنها از هم عمل می‌کند. جدا نگه داشتن الیاف از هم مانع ساییده شدن آنها می‌شود. در محیط‌های بسیار طاقت فرسا می‌توان از الیاف و سیم‌های فلزی جهت تحمل نیرو استفاده کرد. تایرهای خودرو و تسمه‌های نقاله سنگین نمونه‌هایی از این فناوری هستند.
ترکیبات لاستیکی طبیعی به دلیل مقاومتشان در برابر کشش و پارگی بسیار برجسته و مورد توجه هستند. سایر ویژگی‌های آنها عبارت است از: حالت ارتجاعی خوب (توانایی بازیابی شکل پس از تغییر شکل)؛ عایق الکتریکی خوب؛ اصطکاک داخلی کم؛ و مقاومت در برابر بیشتر اسیدهای معدنی، نمک‌ها و مواد قلیایی. با این حال، آنها مقاومت کمی در برابر فرآورده‌های نفتی، مانند روغن، بنزین و نفتا دارند. به علاوه، آنها در دمای بالا قدرت خود را از دست می‌دهند، بنابراین توصیه می‌شود از آنها در دمای بالاتر از ۸۰ درجه سلسیوس (۱۷۵ درجه فارنهایت) استفاده نشود. همچنین تا زمانی که حاوی ترکیبات خاصی نباشند، در معرض تابش مستقیم خورشید به سرعت خراب می‌شوند.

## تولید

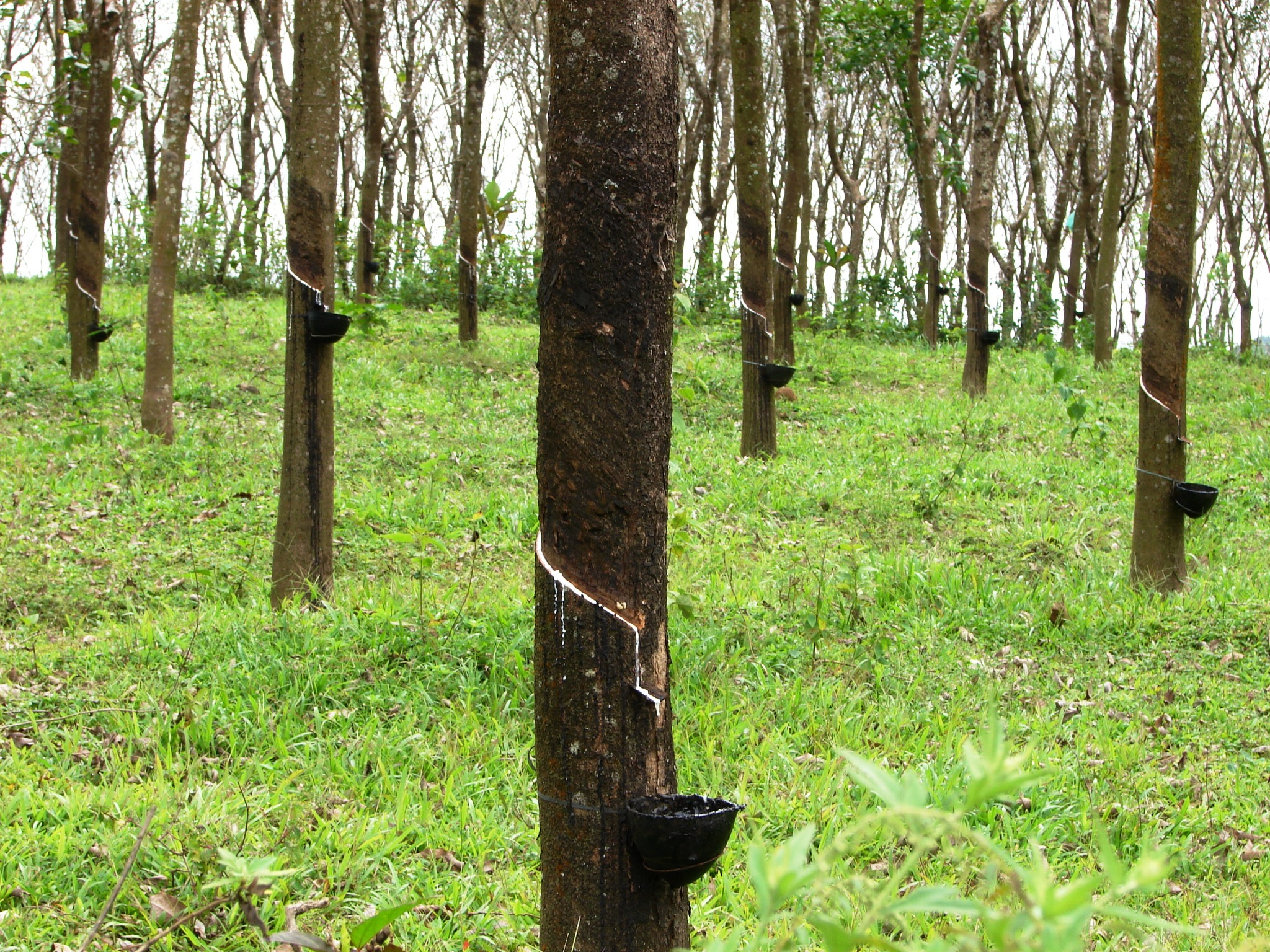
لاستیک به‌طور کلی در مزارع بزرگ کشت می‌شود. تصویر بالا یک پوسته نارگیل را نشان می‌دهد که در جمع‌آوری لاتکس، در مزارع در کرالا، هند استفاده می‌شود.

در سال ۲۰۱۷ بیش از ۲۸ میلیون تن لاستیک تولید شده‌است که تقریباً ۴۷٪ آن طبیعی است. از آنجا که عمده لاستیک تولید شده در جهان لاستیک مصنوعی است، و لاستیک مصنوعی از نفت به دست می‌آید، قیمت لاستیک طبیعی نیز تا حدود زیادی با قیمت جهانی نفت خام تعیین می‌شود. در سال ۲۰۰۵ آسیا منبع اصلی لاستیک طبیعی بود و حدود ۹۴٪ از تولید را تشکیل می‌داد. سه تولیدکننده بزرگ، تایلند، اندونزیو مالزی، در مجموع حدود ۷۲٪ از کل تولید لاستیک طبیعی را تشکیل می‌دهند. لاستیک طبیعی در قاره بومی خود یعنی آمریکای جنوبی به دلیل وجود بیماری آتشک برگ و سایر درنده‌های طبیعی به‌طور گسترده کشت نمی‌شود.
در سال ۲۰۱۹، اندازه بازار جهانی لاستیک طبیعی ۲۳٫۵۶ میلیارد دلار بود و انتظار می‌رود تا پایان سال ۲۰۲۶ با نرخ رشد مرکب سالانه ۲٫۴٪ به ۲۷٫۸۷ میلیارد دلار برسد. عامل اصلی ایجاد این اندازه بازار بزرگ، تقاضای فزاینده محصولات لاستیک طبیعی به دلیل افزایش صنعت خودرو است.